# Павский, Дмитрий Александрович
Дмитрий Александрович Павский (16 [28] января 1874, Максатиха, Тверская губерния — 14 августа 1937, Калининская область) — православный священномученик, протоиерей.

## Биография
Сын священника Александра Павского, брат Григория Павского. Родился 16 января 1874 года в селе Максатихе, в Тверской губернии. Окончил Тверскую духовную семинарию, а в 1899 году — Казанскую духовную академию со степенью кандидата богословия. Преподавал арифметику, геометрию и русский язык в епархиальном женском училище во Ржеве Тверской губернии и в народных училищах Новгородской губернии. Рукоположен в протодиакона, священника (20 ноября 1903). Отправили в Минск. Служил уездным наблюдателем церковно-приходских школ города. В 1904—1908 годах он был председателем Минского епархиального школьного совета. С 1910 года настоятель Петропавловского собора в Минске, наблюдатель церковно-приходских школ при соборе. Одновременно преподавал догматическое и основное богословие, историю и др. в Минской духовной семинарии, в Минской женской гимназии . С 1912 года депутат от духовного отдела Губернского земского общества, член Минской духовной консистории. С 1917 года служил в Свято-Духовой церкви в Острошицком Городке Минского уезда. Награжден скуфьеи (1905 г.), камиловкой (1908 г.), нательным крестом (1909 г.). Был активным членом и секретарем минского отделения Общероссийского национального союза, известной национал-монархической организации.
В 1920—1923 годах был лишен избирательных прав. В середине 1920-х гг. настоятель (по сведениям, хранящимся в НГАБ) Успенской церкви в г. Крестовые горы Минского района. Был сторонником образования Белорусской Автокефальной Православной Церкви, принимал участие в съезде духовенства и верующих Минской епархии 9-10 июля 1927 года в Минске.
В 1931 году его впервые арестовали. Его обвинили в «агитации против колхозов» и «нежелании поступиться своим достоинством». Приговорен к 5 годам каторжных работ. После досрочного освобождения (1933 г.) служил в храме с. Ульяновское (Ульянова) Погорельского района Тверской (Калининской) области . Вновь арестован 23.07.1937. Он находился под следствием в Зубцовской тюрьме Тверской области. Его обвинили в «контрреволюционном шпионаже» и " антисоветской агитации ". 10 августа 1937 года Тройка НКВД приговорил его к ВМП Расстреляли. Реабилитирован 27.04.1989 Тверской областной прокуратурой. Личное дело Дз. № 33362-с хранится в архиве КГБ Белоруссии .
В 1999 году Синод Белорусской Православной Церкви причислил его к лику Новомучеников.

## Семья
У него был сын Александр Павский (р. 1908, Минск). Арестован 29 февраля 1932 года в Минске, осужден 14 июля 1932 года за «подделку документов заключенного, бежавшего из концлагеря» к 3 годам ссылки в Казахстан . Дальнейшая судьба неизвестна. Реабилитирован 28 февраля 1992 года прокуратурой Беларуси.